# Dinarthrum pilosum
Dinarthrum pilosum är en nattsländeart som beskrevs av Hwang 1957. Dinarthrum pilosum ingår i släktet Dinarthrum och familjen kantrörsnattsländor. Inga underarter finns listade i Catalogue of Life.